# Tom Goegebuer
Tom Goegebuer est un haltérophile belge né le 27 mars 1975, dans la catégorie des 56 kg et 62 kg.

## Carrière
Il participe aux  Jeux olympiques d'été de 2008 dans la catégorie des 56 kg finissant 13e avec 251 kg. Cette performance améliore son propre record de Belgique de 1 kg. Dans la catégorie des 62 kg, il participe à plusieurs championnats du Monde: 1997 Thaïlande, 1998 Finlande, 1999 Grèce, 2001 Turquie, 2005 Qatar, 2006 République Dominicaine, et en 2007 Thaïlande.
Depuis 1999, il participe à tous les championnats d'Europe. Aux championnats d'Europe de 2008, il est médaille d'argent dans la catégorie des 56 kg, avec un total de 244 kg.
Aux championnats d'Europe de 2009,  il est champion d'Europe dans la catégorie des 56 kg avec un total de 252 kg.
Aux championnats d'Europe de 2010,  il termine à seulement 2 kg du titre en 56 kg avec un nouveau record de Belgique pour un total de 254 kg avec 116 kg à l'arraché et 138 kg à l'épaulé-jeté. Il termine 3e.
Aux championnats d'Europe de 2011 à Kazan, il termine 4e en moins de 56 kg avec un total de 254 kg égalant son record de Belgique

## Palmarès

### Championnats d'Europe d'haltérophilie
- Championnats d'Europe d'haltérophilie 2013 à Tirana
  -  Médaille de bronze en moins de 56 kg.
- Championnats d'Europe d'haltérophilie 2012 à Minsk
  -  Médaille de bronze en moins de 56 kg.
- Championnats d'Asie d'haltérophilie 2008 à Lignano
  -  Médaille d'argent en moins de 56 kg.
- Championnats d'Europe d'haltérophilie 2013 à Bucarest
  -  Médaille d'or en moins de 56 kg.